# Legacy of Kain: Soul Reaver 2
Legacy of Kain: Soul Reaver 2 – kontynuacja gry Legacy of Kain: Soul Reaver. Opowiada dalsze losy Raziela. W tej części serii Raziel nie chce zabić Kaina, lecz poznać całą prawdę o sobie i przeznaczeniu.

## Czas
Gra rozpoczyna się w roku zwanym -30 (narodziny nowego strażnika – Kaina-człowieka). Później zostaje przeniesiony w rok 100 (ten rok nic w fabule nie znaczy). Później odnajduje wehikuł, który przenosi go w rok -500.

## Streszczenie fabuły
W Legacy of Kain: Soul Reaver podczas pierwszego pojedynku Kaina z Razielem, miecz Soul Reaver zostaje zniszczony. Wtedy dusza Reavera zostaje połączona z Razielem, dzięki czemu może używać „Wraith Blade” (Widmowe Ostrze – duchowa połowa Blood Reavera, która pochłania dusze pokonanych). W SR1 zdobywa się moc kuźni ognia, lecz w SR2 trzeba ją ponownie zdobywać. W SR2 zdobywa się także inne moce kuźni: Cień, Światło, Powietrze oraz Ogień. Pod koniec gry Janos Audron chce dać Razielowi Blood Reavera – niedokończonego Soul Reavera. Na koniec gry Blood Reaver wbija się w ciało Raziela i próbuje pochłonąć jego duszę, co zostało przerwane przez Kaina, który wyciągnął z niego miecz. W grze Blood Omen i Defiance dowiadujemy się, że historia powtórzyła się w roku 0 po upadku Filarów Nosgothu. Był to proces przemiany Blood Reavera w Soul Reavera. Ale to wymagało ceny duszy, Blood Reaver miał wolę swego pana (w wypadku Kaina – wysysał krew wrogów), a nie miał duszy. 
By stać się bronią zdolną obalić Prastarego Boga (ang. Elder God), musiał nasycić się potężną energią duszy (Raziela lub Strażnika Czasu). Wtedy przeistaczał się w Soul Reavera.

## Postacie
- Raziel – protagonista – widmo (dawniej wampir) pożerające dusze, wskrzeszone po śmierci.
- Kain – deuteragonista – wskrzesił Raziela pod postacią wampira, potem go stracił by Raziel zyskał wolną wolę, uznawany przez większość postaci za proroczego Wampirzego Czempiona, który ma dzierżyć fizyczną inkarnację Soul Reavera podczas ostatecznej walki z Hyldeńskim Czempionem.
- Moebius – strażnik filaru czasu. Posiada wszelką wiedzę o postępowaniu wszystkich bohaterów. Manipuluje z początku Razielem i próbuje zmusić do zamordowania Kaina.
- Vorador – pierwszy człowiek, który otrzymał mroczny dar (jako pierwszy został zmieniony z człowieka w wampira, wcześniej wampiry występowały jako oddzielny gatunek i się rodziły). Spotyka się go tylko w roku -30.
- Janos Audron – ostatni starożytny wampir, praojciec wampirów z Nosgoth. Jego serce (zwane Sercem Ciemności) zostało wyrwane z jego ciała przez Raziela, gdy ten drugi jeszcze był człowiekiem.
- Rycerze zakonu Sarafan (Sarafanowie) – Malek, Raziel, Turel, Dumah, Rahab, Zephon, Melchiah, później wskrzeszeni przez Kaina jako wampiry.
- Elder God (Stare Bóstwo) – był czczony przez starożytne wampiry w Nosgoth, opiekun Raziela; manipulował nim, gdy został zabity przez Kaina.